# Janet-Nunatak
Der Janet-Nunatak ist ein 1594 m hoher Nunatak im westantarktischen Ellsworthland. Er ragt am westlichen Ende des Howard Ridge in den Sky-Hi-Nunatakkern auf.
Britische Wissenschaftler benannten ihn 2022 nach seiner ursprünglichen Bezeichnung als Janet Point bzw. Point Janet, deren Herkunft unklar ist.